# Santa Maria Donnaregina Nuova
Santa Maria Donnregina Nuova je crkva u središnjem Napulju, Italija. Zove se tal. Nuova – nova kako bi se razlikovala od starije anžuvinske crkve Santa Maria Donna Regina Vecchia.
Najranija crkva sagrađena je na ovom mjestu u 14. stoljeću. Časne sestre iz susjednog samostana naručile su novu strukturu. Dok se tradicionalno kao arhitekt današnje barokne crkve navodio arhitekt Giovanni Guarino, učenik Francesca Grimaldija, novija dokumentacija navodi Giovannija Giacoma Conforta. Prva dokumentirana plaćanja za projektiranje bila su iz 1626. godine, kada je ujedno i dovršeno pročelje. Mramorni portal dovršio je Bernardino Landini 1634., a kupolu 1654. godine. Crkva je posvećena 1669. godine. Među arhitektima koji su tijekom sljedećeg stoljeća radili na dizajnu dijelova građevine su Arcangelo Guglielmelli i Ferdinando Sanfelice. Samostan je zatvoren 1861., a časne sestre Klarise preselile su se u samostan Santa Chiara. Od 2007. godine u crkvi je Dijecezanski muzej.
Izvorno su samostan i crkva bili povezani prolazom između tribine nove crkve i apside stare, ali je to uklonjeno obnovom 1928.-1934.
Pročelje predstavlja široko stubište iz 17. stoljeća, a u njemu se nalaze dva kipa od štukature koji prikazuju svece Andriju i Bartolomeja . Unutrašnjost je jednobrodna sa šest bočnih kapela i bogatom baroknom mramornom dekoracijom. Na stropu je velika freska (1654.) Francesca de Benedictisa. Strane apside imaju freske Francesca Solimene koje prikazuju povijest svetog Franje .
U prvoj kapeli s desne strane nalaze se freske Antonija Guastaferra; druga kapela ima freske na zidu i stropu od Tommasa Fasana; treća kapela ima mramorni ukras Gaetana Sacca prema nacrtu Giovana Domenica Vinaccie i freske Fasana i Solimene. U prvoj kapeli lijevo su platna Charlesa Mellina; U ostalim kapelama lijevo je više Fasanovih slika.
Oltar je izradio Giovanni Ragozzino prema nacrtu Solimene; flankiran je oltarnom palom Luce Giordana. Kupolu je freskama oslikao Agostino Beltrano .
Antesakristiju je štukaturama i freskama ukrasio Santolo Cirillo . U sakristiji su slike Massima Stanzionea i Charlesa Mellina te dvije mrtve prirode iz 16. stoljeća.

## Vanjske povezncie
|  | Zajednički poslužitelj ima još gradiva o temi Santa Maria Donnaregina Nuova |